# Kanton Montreuil-Nord
Kanton Montreuil-Nord is een voormalig kanton van het Franse departement Seine-Saint-Denis. Kanton Montreuil-Nord maakte deel uit van het arrondissement Bobigny en telde 28.436 inwoners (1999).
Het werd opgeheven bij decreet van 21 februari 2014 met uitwerking op 22 maart 2015.

## Gemeenten
Het kanton Montreuil-Nord omvat de volgende gemeente:
- Montreuil (deels)